# Wolfe County
För det före detta countyt i Québec, se Comté de Wolfe, Québec.
Wolfe County är ett administrativt område i delstaten Kentucky, USA. År 2010 hade countyt  7 355 invånare. Den administrativa huvudorten (county seat) är Campton. 

## Geografi
Enligt United States Census Bureau har countyt en total area på 577 km². 577 km² av den arean är land och 0 km² är vatten. 

### Angränsande countyn
- Menifee County - norr
- Morgan County - nordost
- Magoffin County - öst
- Breathitt County - sydost
- Lee County - sydväst
- Powell County - nordväst